# 廣昌郡
广昌郡，中国南北朝时设置的郡。
南齐置广昌郡，治广昌县（今湖北枣阳市，一说在枣阳市北三十四里太平镇），属雍州宁蛮府。辖境约当今湖北省枣阳市地。永泰元年（498年）被北魏占领，西魏、北周属昌州。隋文帝开皇三年（583年）废除广昌郡，广昌县、舂陵县、丰良县直属襄州。